# Manfred (Schumann)

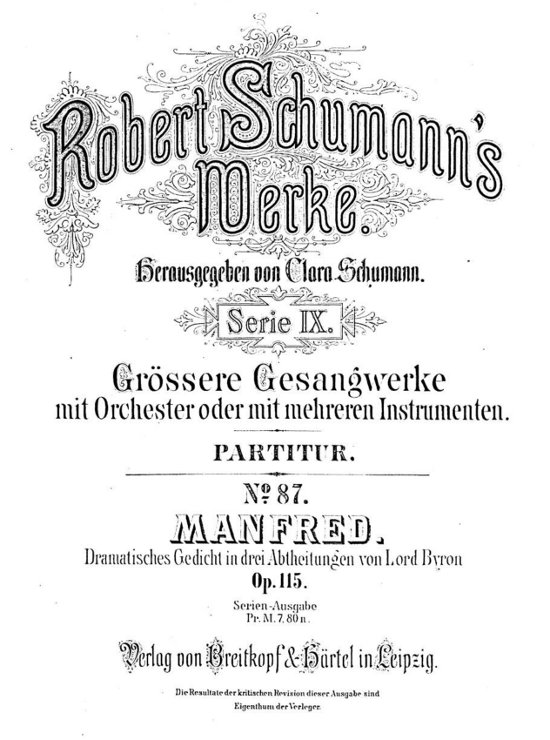
Titelblatt von Robert Schumanns Manfred op. 115

Manfred. Dramatisches Gedicht in drei Abteilungen op. 115 ist eine Schauspielmusik von Robert Schumann. Das Werk basiert auf dem Poem Manfred von Lord Byron und besteht aus einer Ouvertüre, einem Entracte, Melodramen, verschiedenen Solonummern und Chören.

## Entstehungsgeschichte
Schumann hatte bereits als junger Student Byrons Dichtung Manfred gelesen. Hierüber schreibt er am 26. März 1829 in sein Tagebuch: Bettlectüre: Manfred v. Byron – schrekliche Nacht. Aber erst 1848 benutzte Schumann für seine Komposition die deutsche Übersetzung von Karl Adolf Suckow, die er durch seine Schwiegermutter Mariane Bargiel kennengelernt hatte. Suckow dachte bei seiner Übersetzung von vornherein an eine Vertonung und schrieb dazu in seiner Einleitung, es würde nun „darauf ankommen, daß Manfred einen Componisten findet, welcher nicht hinter dem Inhalte zurückbleibt, um die unvergleichlich große Bedeutung hervortreten zu lassen, welche er für die Reformation des Theaters zu gewinnen bestimmt ist.“ Anschließend heißt es: „Und dies sind Sie, Herr Felix Mendelssohn Bartholdy; ich richte ohne weitere Umwege den Angriff meiner Wünsche unmittelbar auf Sie selbst, und ich werde dafür sorgen, daß dies Buch als das Zeugniß derselben bald in Ihre Hände kommt.“ Ob Mendelssohn das Buch tatsächlich erhielt, ist nicht bekannt.
Schumann begann mit der Komposition am 4. August 1848 in Dresden, wo er zu dieser Zeit lebte. Am 4. Dezember 1848 schrieb seine Schwiegermutter Mariane Bargiel an ihren Sohn Woldemar Bargiel: „Clara schreibt mir viel über Robert’s Thätigkeit; er hat sich wirklich an den Manfred von Byron, den ich von Altheyde mitbrachte, gemacht, dramatisch bearbeitet und componirt schon fleißig daran; das macht mir Freude; es soll aber Niemand etwas davon wissen, also still davon!“ 1851/52 unterzog Schumann das Werk in Düsseldorf einer gründlichen Revision.
Der Komponist hielt das Werk von der Form her für etwas völlig Neues und schrieb dazu am 5. November 1851 an Franz Liszt: „Wir haben  gestern die Ouvertüre zu Manfred probiert; meine alte Liebe zur Dichtung ist dadurch wieder wach geworden. Wie schön, wenn wir das gewaltige Zeugnis höchster Dichterkraft den Menschen vorführen könnten! Sie gaben mir Hoffnung dazu; haben Sie einmal wieder darüber nachgedacht?“ [...] „Das Ganze müßte man dem Publikum nicht als Oper oder Singspiel oder Melodram, sondern als „dramatisches Gedicht mit Musik“ ankündigen – Es wäre etwas ganz Neues und Unerhörtes.“
Die Uraufführung der Ouvertüre erfolgte am 14. März 1852 im Leipziger Gewandhaus unter Schumanns Leitung. Die Uraufführung des gesamten Werks fand – in szenischer Form – schließlich am 13. Juni 1852 im Weimarer Hoftheater unter der Leitung von Franz Liszt statt. Regie führte Eduard Genast. Schumann konnte daran nicht teilnehmen.

## Sätze
Das Werk ist wie folgt gegliedert:
- Ouvertüre

- I. Abteilung
  - 1. Gesang der Geister. „Dein Gebot zieht mich heraus“
  - 2. Erscheinung eines Zauberbildes. „O Gott, ist’s so, wenn du nicht Wahnbild“
  - 3. Geisterbannfluch. „Wenn der Mond auf stiller Welle“ (Vier Bass-Stimmen)
  - 4. Alpenkuhreigen. „Horch, der Ton!“

- II. Abteilung
  - 5. Zwischenaktmusik
  - 6. Rufung der Alpenfee. „Du schöner Geist mit deinem Haar“
  - 7. Hymnus der Geister Ariman’s. „Heil unsrem Meister!“ (Chor)
  - 8. Chor. „Wirf in den Staub dich“
  - 9. Chor. „Zermalmt den Wurm“
  - 10. Beschwörung der Astarte. „Schatten! Geist! Was immer du seist“
  - 11. Manfreds Ansprache an Astarte. „O höre, hör’ mich. Astarte!“

- III. Abteilung
  - 12. „Ein Friede kam auf mich“
  - 13. Abschied von der Sonne. „Glorreiche Scheibe“
  - 14. „Blick’ nur hierher“
  - 15. Schluss-Szene. Klostergesang. „Requiem aeternam“ (Chor)